# Le deuxième commencement
Le deuxième commencement – Der zweite Anfang ist ein französisch-deutsches Filmdrama aus dem Jahr 2012.

## Handlung
Über zehn Jahre lang waren der Franzose Laurent und der Deutsche André ein Paar. André hatte für ihre Beziehung seine Heimat verlassen und war zu Laurent nach Paris gezogen. Drei Jahre sind seit ihrer Trennung vergangen. André lebt wieder in Berlin, inszeniert kleine Theaterstücke und hat eine Liebesaffäre mit dem Schauspieler Gabriel. Eines Abends klingelt das Telefon, und Laurent kündigt seinen Besuch an. Sofort erfasst André ein mulmiges Gefühl. Als Laurent in Berlin ankommt, schaffen es die beiden zum ersten Mal wirklich, miteinander zu kommunizieren – und entdecken, dass ihre Gefühle füreinander alles andere als tot sind. Nach einem langen gemeinsamen Wochenende beschließen sie, es noch einmal miteinander zu versuchen.
Unterbrochen wird die Handlung durch dokumentarisch wirkende Interviews, die die beiden getrennt voneinander direkt in die Kamera bzw. an einen imaginären Journalisten gerichtet sprechen und die die die unterschiedliche Wahrnehmung ihrer Beziehung offenbaren.

## Hintergrund
Der Film wurde zwischen Dezember 2011 und Anfang März 2012 in Berlin und Paris an insgesamt 16 Drehtagen gedreht. Es war André Schneiders erster französischer Film. Die positive Resonanz erlaubte es ihm, in der Folgezeit noch weitere Filme in Frankreich zu drehen, unter anderem den Thriller One Deep Breath mit Manuel Blanc unter der Regie von Antony Hickling. Am 7. Dezember 2016 erschien Le deuxième commencement in Frankreich als Bonusfilm auf der DVD des Films Sur les traces de ma mère von Ian Hansen.

## Auszeichnungen
Le deuxième commencement wurde 2012 beim Aye Aye International Filmfestival in Nancy, Frankreich als Bester Film mit dem Großen Preis der Jury ausgezeichnet.

## Kritiken
Le deuxième commencement erhielt für seinen Festival-Run in Frankreich, Spanien und den USA ausnahmslos gute Kritiken. In Deutschland äußerte sich Thomas Ays von moviesection.de folgendermaßen:
„Es ist eine fast 50-minütige Hommage an die Liebe geworden, die von Hauptdarsteller, Regisseur, Drehbuchautor und Produzent André Schneider inszeniert wurde. Dabei setzt er auf eine ungewöhnliche und sehr stilvolle Kameraarbeit und auf seine Worte. […] In Zeiten, in denen es im schwulen Kino immer nur darauf ankommt, wie die Typen, die darin zu sehen sind, aussehen, ist ein Film, wie der von André Schneider umso wichtiger. Beide Figuren (und Schauspieler) sind in den 30ern, haben keine Hochglanz-Bodys und wurden auch nicht vor jeder Szene in Make-up ertränkt. Natürlich eben, echt. Attribute, die sich heutzutage im deutschen und internationalen homosexuellen Film nicht sehr oft finden lassen – tragischerweise. Schneider bewahrt diese Natürlichkeit und liefert eine süße und manchmal auch sehr herzliche Geschichte und Inszenierung ab. […] Der zweite Anfang – Le deuxième commencement ist ein leiser und sehr sympathischer Film geworden, an dem inszenatorisch wenig auszusetzen ist und der einige großartige Szenen zu bieten hat.“
„Le deuxième commencement, c’est avant tout une histoire d’amour qui parle à tous ceux, hommes et femmes confondus, tout individu à part entière d’ailleurs, qui sont un jour tombés amoureux, pour le meilleur comme pour le pire. Un amour qui les a épanouis, les a rendus heureux puis malheureux, un amour qui a même fini par les désunir. Désunion s’il en est, puisque les deux protagonistes de cette histoire décident finalement de se donner une deuxième chance, quelques années après leur rupture consommée.“ (Rose H., ladiesroom.fr)

## Festivals (Auswahl)
- Festival Chéries-Chéris Paris, Frankreich
- Dunas Festival, Gran Canaria, Spanien
- Outview Film Festival, Athen, Griechenland